# Carme Font Jaume
Carme Font Jaume (nascuda a Palma) és una funcionària al servei a la família reial espanyola —actualment jubilada— que va rebre el Premi Ramon Llull de les Illes Balears l'any 2004.
Carme Font es va incorporar el mes de març de 1984 al palau de Marivent per exercir-hi el càrrec de coordinadora. El mes d'octubre del mateix any, passà al palau de la Zarzuela. Des de la seva funció professional ha procurat facilitar i fer l'estada de la família reial a Mallorca el més agradable possible sempre procurant imprimir a l'entorn un caràcter mallorquí, tant en la decoració del palau com en l'ornamentació del jardí. La seva darrera contribució va ser el condicionament de les cases de Son Vent. Aquesta dedicació feta des de la discreció i l'anonimat i incorporant els signes d'identitat balears varen ser decisius en la concessió per part del govern balear, l'any 2004, del Premi Ramon Llull de la Comunitat de les Illes Balears.
Destaquen entre els seus mèrits la cura amb els convidats de la família reial per tal que es duguessin el millor record de l'illa. Entre tots aquests destaquen l'expresident dels Estats Units, Bill Clinton; els emperadors del Japó; l'expresident de l'antiga Unió Soviètica Mikhaïl Gorbatxov; el rei del Marroc; els reis de Grècia; els reis de Bèlgica; el Grans Ducs de Luxemburg; Noor de Jordània i els prínceps de Gal·les, Carles i Diana.

## Guardons
- 1986. Llaç de Dama del Mèrit Civil
- 1988. Llaç de Dama d'Isabel la Catòlica
- 1994. Creu Oficial d'Isabel la Catòlica
- 2000. Comanda del Mèrit Civil
- 2000. Creu del Mèrit Militar / Distintiu blanc
- 2002. Comanda de l'Orde d'Isabel la Catòlica
- 2004 Premi Ramon Llull